# Xã Rosing, Quận Morrison, Minnesota
Xã Rosing (tiếng Anh: Rosing Township) là một xã thuộc quận Morrison, tiểu bang Minnesota, Hoa Kỳ. Năm 2010, dân số của xã này là 146 người.